# Spodnja Besnica
Spodnja Besnica je naselje v Mestni občini Kranj. Ima gasilski dom, v katerem je sedež PGD Besnica. V gasilskem domu je tudi večnamenska dvorana za različne prireditve. Največji zaselek v Sp. Besnici je Pešnica, ki se deli na ulice. Pešnica naj bi dobila ime po pesku, ki so ga od tam odvažali. To je eden od razlogov, zakaj je tako uravnana. Spodnja Besnica ima staro cerkev, posvečeno svetemu Janezu Krstniku. Okoli cerkve je obzidje, ki je služilo obrambi pred Turki. Cerkev je podružnica župnijske cerkve sv. Tilna v Zgornji Besnici. Z južne strani Spodnjo Besnico obdajata gozd in potok Besnica, oba sta pripomogla k razvoju žag, ki pa so v glavnem propadle.